# NGC 44
NGC 44 – gwiazda podwójna znajdująca się w gwiazdozbiorze Andromedy. Odkrył ją John Herschel 22 listopada 1827 roku, lecz błędnie skatalogował jako obiekt typu mgławicowego.